# Província d'Ordu
Ordu és una província de Turquia, situada a la costa de la mar Negra. Les seves províncies adjacents són Samsun al nord-oest, Tokat al sud-oest, Sivas al sud, i Giresun a l'est. La capital de la província és la ciutat d'Ordu.

## Geografia
Ordu és una franja costanera de la mar Negra i els turons que hi ha al darrere; històricament ha estat una àrea agrícola i pesquera, però en aquests darrers anys ha observat un augment de l'activitat turística, principalment visitants des de Rússia i Geòrgia, atès que Ordu disposa d'algunes de les millors platges, rius, i muntanyes d'exuberant vegetació de la costa de Mar Negra. Caminar per les altes pastures és ara un excursió popular per als turcs que van de vacances.
Ordu és famosa per les avellanes. Turquia globalment produeix aproximadament un 70 per cent de les avellanes del món, i més d'un 50 per cent d'aquestes venen d'Ordu. La recent davallada en els preus de les avellanes, tanmateix, haa portat els pagesos a complementar els seus ingressos amb abelles mel·líferes. Les parts més altes estan cobertes de bosc.
La província és la llar d'una minoria de Georgians Txeveneburi.
En dècades recents molta gent d'Ordu ha emigrat fora per treballar a Istanbul o a l'estranger.

## Districtes
La província d'Ordu es divideix en 19 districtes (el districte de la capital apareix en negreta):
| - Akkuş - Aybastı - Çamaş - Çatalpınar - Çaybaşı - Fatsa - Gölköy - Gülyalı - Gürgentepe - İkizce | - Kabadüz - Kabataş - Korgan - Kumru - Mesudiye - Altınordu - Perşembe - Ulubey - Ünye |

## Llocs d'interès
Ordu té una atractiva costa, incloent-hi boniques badies i és vorejada per les platges més netes i més llargues d'aquesta zona de la Mar Negra. Com a llocs específics podem citar:
- El basar rus a la ciutat d'Ordu
- Boztepe - un turó de 460 m damunt la ciutat.
- Llac Karagöl - un llac de cràter a 3107 m, damunt l'altiplà de Çambaşı Yaylası
- Jàson - un promontori a Perşembe
- Çambaşı Yaylası un altiplà